# 内森·容博尔-默里
内森·容博尔-默里（英語：Nathan Zsombor-Murray，2003年4月28日—），加拿大男子跳水运动员，2019年泛美运动会男子双人10米跳台银牌得主、2022年世界游泳锦标赛男子双人10米跳台铜牌得主、2022年英联邦运动会男子双人10米跳台银牌得主。